# Región de Saaxil
Saaxil es una región (gobolka) en el norte de Somalilandia, y una de las seis regiones de la autoproclamada República de Somalilandia. Su capital es Berbera. Limita con el Golfo de Adén y las regiones de Woqooyi Galbeed, Sanaag, Togdheer y Awdal.
Esta región consta de 5 distritos:
- Berbera
- Bular
- Hagal
- Mandere
- Sheikh

- Datos: Q281589